# Bossány
Bossány (szlovákul Bošany) község  Szlovákiában, a Trencséni kerületben, a Simonyi járásban. Kis- és Nagybossány egyesítésével jött létre. Bacskafalva tartozik hozzá.

## Fekvése
Simonytól 10 km-re délnyugatra, a Nyitra bal partján található.

## Nevének eredete
Neve a régi magyar Bosjan személynévből való (Basman vezér a hispániai hadjáratban szerepelt).

## Története
Nagybossányt 1183-ban "Bossan" alakban említik először. 1277-ben "terra Bossan", 1411-ben "Nogbassan" a neve. 1183-ban már említik plébániáját, a falu a Divéky család birtoka volt. Az 1277-ben elpusztult települést Kozma fiai Barleus és Baan, a Divéky nemzetség fiai kapták, hogy a török támadások ellen várat építsenek ide. Később a Bossányi család birtoka. A 15. század közepén a husziták foglalták el a vidéket, akikkel a lakosok rokonszenveztek. 1553-ban malom és 16 porta állt a településen. 1778-ban 56 jobbágy, 23 zsellér, 19 napszámos és 6 vagyontalan család mellett szegényház, malom és sőrfőzde is állt a településen. 1828-ban 124 házában 874 lakos élt. Lakói főként földművesek voltak. A 18. század végén 5 szabó, 3 kovács, 3 mészáros, 2 csizmadia, gombkötő, kőműves volt a községben. Itt alapította meg 1866-ban Adolf Schmidt Magyarország legnagyobb bőrgyárát, amely főként a hadsereget látta el bőráruval. A század végén már 100 munkást foglalkoztatott. A falu az 1872-ben és 1903-ban kitört tűzvészekben súlyos károkat szenvedett.
Kisbossányt 1277-ben említik először, a nem sokkal előbb keletkezett Nagybossány határában. 1376-ban "Kysbassan" alakban bukkan fel. A Zsámbokréthy és Podmaniczky családok birtokolták. 1553-ban 2 adózó portája volt. A 18. század közepén 7 jobbágy, 12 zsellér és 3 napszámoscsalád lakta. 1778-ban 25 házában 180 lakosa élt, lakói földművesek voltak.
A kutatások szerint a falu közepén a mai kastély helyén egykor kis erődítmény állt, sokszögletű toronnyal. A régi kastély 1550 körül épült reneszánsz stílusban, a Bossányi család ősi fészke.
Vályi András szerint "Kis Bosán. Tót falu Nyitra Vármegyében, birtokosi Bossányi, és más Urak, fekszik Nagy Tapolcsántól három fertály órányira, lakosai katolikusok. Határja középszerű, tulajdonságai hasonlítanak Nedanótz faluéhoz, második Osztálybéli."
"Nagy Bosán. Tót falu, az előbbeninek szomszédságában, birtokosai Bossányi, és Rudnay Urak, lakosai katolikusok. Határja, is vagyonnyai is ollyanok mint az előbbeni falunak, második Osztálybéli."
Fényes Elek szerint "Bosány (Kis- és Nagy), két tót falu, Nyitra vmgyében, a Nyitra vize mellett: az első 163 kath., 17 zsidó lak; – a második 833 kath., 4 ev., 137 zsidó lak., k. paroch. templommal, malommal és kövér rétekkel. F. u. Bosányi. Ut. p. N. Tapolcsán."
A trianoni békeszerződésig mindkét település Nyitra vármegye Nyitrazsámbokréti járásához tartozott. Kis- és Nagybossányt 1925. január 1-jén egyesítették.

## Népessége
| Év:            | 1994. | 2004.   | 2014.   | 2024.   |
| -------------- | ----- | ------- | ------- | ------- |
| Emberek száma: | 4281  | 4298    | 4104    | 3989    |
| Eltérés:       |       | +0,39 % | -4,51 % | -2,80 % |

| Év:            | 2023. | 2024.   |
| -------------- | ----- | ------- |
| Emberek száma: | 3985  | 3989    |
| Eltérés:       |       | +0,10 % |

1910-ben Kisbossánynak 224, túlnyomórészt szlovák anyanyelvű lakosa; Nagybossánynak 1543, többségben szlovák anyanyelvű lakosa volt, jelentős magyar kisebbséggel.
2001-ben 4308 lakosából 4257 szlovák volt.
2011-ben 4172 lakosából 3909 szlovák volt.
2021-ben 4063 lakosából 3905 (+11) szlovák, 9 (+4) magyar, 1 cigány, (+2) ruszin, 35 (+3) egyéb és 113 ismeretlen nemzetiségű volt.

## Neves személyek
- Nagybossányban született 1673-ban Bossányi András bölcsész, jezsuita rendi tanár.
- Nagybossányban született 1753-ban Bossányi András orvos.
- Itt született 1924-ben Ján Chryzostom Korec bíboros
- Itt született 1938-ban Otto Berger egyetemi oktató, vállalkozó.
- Itt született 1972-ben Rastislav Kostka labdarúgó.
- Itt szolgált Látecska Ede Endre (1891-1956) bencés tanár, plébános.

## Nevezetességei
- Az egykori Bossányi-várkastély a 16. században épült, a 17. században megújították, majd 1776-ban új barokk kastély épült helyette, de mivel a régit is végig lakták, ma is épen áll.
- Szent Márton tiszteletére épített római katolikus temploma a korábbi gótikus templom helyén, 1776-ban épült barokk stílusban.
- Barokk kápolna a 18. századból.